# Carpatex
Carpatex Brașov a fost o companie producătoare de textile din România, continuatoarea Fabricii de stofe „Schergˮ,  actualmente o companie de tranzacții imobiliare sub denumirea „Centrul de afaceri Carpatexˮ.

## Istoric

### Fabrica „Scherg”
Compania a fost fondată în anul 1823 de către familia Scherg, o familie de origine germană, ca primă fabrică de textile din zona Brașov. Fabrica Scherg a început cu un singur război de țesut și a ajuns, la începutul secolului al XX-lea, una dintre cele mai înfloritoare fabrici producătoare de textile din România.
Wilhelm Scherg este cel care a preluat afacerea familiei în anul 1875 și a dezvoltat-o în locația actualei Carpatex începând din 1884, pe locul unei foste spălătorii de lână de lîngă Canalul Timișului din cartierul Blumăna. Aici, în noua clădire construită atunci, au fost aduse, pentru prima oară în Ardeal, mașini de cusut manuale.
Fabrica Scherg a înregistrat un profit uriaș și după 8 ani s-a extins cu încă o hală situată lângă canalul Timiș (astăzi, la ieșirea din Brașov spre București, în dreapta podului spre Săcele). 
Firma și-a diversificat în continuare produsele confecționate și a exportat masiv în România, Bulgaria, Turcia, materialele fine nou introduse în fabricație și folosite în moda timpului devenind un trend chiar și la Viena.
Wilhelm Scherg s-a asociat cu Josef Schreiber și în 1892 fabrica s-a mai extins cu încă o aripă în vechiul amplasament (din actualul Carpatex). În 1907 fabrica Scherg s-a extins cu un nou corp de clădire, datorită automatizării mașinilor de cusut și cererii mari de produse variate pe piețele externe, mai cu seamă a țesăturilor din lână pieptănată, în Turcia.
Țesăturile din lână erau exportate pe piețele europene și asiatice, fiind recunoscute și apreciate ca „Brassova cloth”.
Primul Război Mondial a obligat fabrica să lucreze pentru armata Austro-Ungariei, ca efort de război, iar după ce Brașovul a intrat în componența României, fabrica Scherg s-a extins din nou.
Anul 1923, la aniversarea centenarului fabricii, a adus noi modernizări ale mașinilor (utilajelor). Suprafața fabricii era atunci de 96.000 metri pătrați, din care 22.000 suprafață construită.
În 1934 lucrau în fabrică 1.600 de muncitori plus 80 de salariați ca personal auxiliar, existau 320 de războaie de țesut, 9.000 de axuri, vopsitorie, albire, apret și spălătorie. Programul de producție cuprindea materiale pentru bărbați și femei, materiale pentru uniforme de ofițeri, pânze militare, pături de lână.

### Carpatex
După naționalizarea din 1948, întreprinderea s-a numit „Partizanul Roșu”, apoi „Fabrica de stofe Brașov”, iar ulterior „Carpatex”. 
Compania a fost privatizată în anul 1995 prin metoda MEBO.
Număr de angajați:
- în 2005: 600 [4]
- în 2020: 46 [5]

Cifra de afaceri:
- în 2004: 9,7 milioane euro [4]
- în 2020: 8,67 milioane RON [5]